# Aeroportul Gove
Aeroportul Gove (IATA: GOV, ICAO: YPGV) este un aeroport din Teritoriul de Nord, Australia ce deservește zona Gove Peninsula⁠(d). Aeroportul a fost tranzitat în 2022 de 60.655 de pasageri.
Situat la o altitudine de 52 m, aeroportul dispune de o singură pistă.